# 熊本市立奥古閑小学校
熊本市立奥古閑小学校（くまもとしりつ おくこがしょうがっこう）は、熊本県熊本市南区奥古閑町にある公立小学校。

## 沿革
- 1902年（明治35年） - 創立。
- 1941年（昭和16年） - 奥古閑国民学校と改称。
- 1951年（昭和26年） - 天明村立奥古閑小学校と改称。
- 1971年（昭和46年） - 天明町立奥古閑小学校と改称。
- 1991年（平成3年） - 熊本市と合併し熊本市立奥古閑小学校と改称。
- 2001年（平成13年） - 創立100周年。

## 委員会
- 運営委員会
- JRC委員会（青少年赤十字）
- 生活委員会
- 放送・音楽委員会
- 体育委員会
- 給食委員会
- 図書委員会
- 環境・緑化委員会

## 部・クラブ活動

### 部活動
- サッカー部
- ミニハスケットボール部
- 音楽部

### クラブ活動
- 将棋クラブ
- 卓球クラブ
- ミニ・サッカークラブ
- イラスト・マンガクラブ
- 球技クラブ
- クッキングクラブ
- パソコンクラブ
- バドミントンクラブ